# Cardiocondyla parvinoda
Cardiocondyla parvinoda är en myrart som beskrevs av Auguste-Henri Forel 1902. Cardiocondyla parvinoda ingår i släktet Cardiocondyla och familjen myror. Inga underarter finns listade.